# Lorenz Young
Carlos Lorenzo Matteucci Rannazzo, conocido también por el pseudónimo de Lawrence Young (a veces llamado Lorenz Young) (Valparaíso, 1920 - Santiago de Chile, 3 de diciembre de 2010) fue un actor, cantante y locutor chileno de ascendencia italiana.

## Trayectoria
Nació en Valparaíso en 1920, y a temprana edad se radicó en Argentina, país en donde, a los 17 años, comenzó su carrera actoral, tanto en teatro, llegando a presentarse en el conocido Teatro Colón de Buenos Aires, como en el —en ese entonces— popular formato del radioteatro.
Posteriormente volvió a Chile, donde formaría parte de los elencos de los radioteatros El siniestro Doctor Mortis y Lo que cuenta el viento, entre otros. Luego se transformó en locutor principal de la naciente radio El Conquistador, en 1962. En ella conduciría programas como Canciones y Aires de Nuestra Tierra (folclórico), Joyas Musicales, Magazine, Sintonía Fina (junto al periodista y locutor Eduardo Palacios), Soliloquios de Belén (especial de Nochebuena) y Solos en la Noche, espacio nocturno dirigido a un público adulto joven.
En 1981 participó de la miniserie Amelia (TVN), donde compartió con las actrices Malú Gatica y Marcela Ojeda, quienes hacían los roles de su abuela y su madre, respectivamente.
Falleció el 3 de diciembre de 2010, a la edad de 89 años.